# تفتاچت
تفتاچت (به فرانسوی: Tafetachte) یک منطقهٔ مسکونی در مراکش است که در استان صویره واقع شده‌است. تفتاچت ۱٬۱۷۴ نفر جمعیت دارد.